# Rhinolophus sakejiensis
Rhinolophus sakejiensis е вид бозайник от семейство Подковоносови (Rhinolophidae).

## Разпространение
Видът е разпространен в Замбия.